# Аббенес
Аббенес (нід. Abbenes) — село в нідерландській провінції Північна Голландія. Входить до муніципалітету Гарлеммермер.
Його площа становить 11,16 км², а населення станом на 2021 рік складало 1 085 осіб.
Перша згадка про населений пункт датується 1867 роком.